# The Peninsula Hong Kong
Il The Peninsula Hong Kong è un albergo di lusso in stile neo-coloniale e barocco, situato a Tsim Sha Tsui, Hong Kong. Fa parte della catena di hotel The Peninsula Hotels, a sua volta parte della holding Hongkong and Shanghai Hotels. Inaugurato nel 1928 fu il primo edificio "The Peninsula". L'edificio fu rinnovato nel 1994, ed è noto per la sua flotta di Rolls Royce colorate di un "verde Peninsula".